# El diario de Ana Frank (película)
El diario de Ana Frank (título original: The Diary of Anne Frank) es una película dramática estadounidense de 1959 dirigida por George Stevens, un cineasta de Hollywood que anteriormente participó en la captura de pruebas de los campos de concentración, con guion de Frances Goodrich y Albert Hackett basado en su obra de teatro homónima ganadora de un Premio Pulitzer en 1959. La obra de teatro estaba basada a su vez en el diario de Ana Frank, una adolescente judía nacida en Alemania que vivió escondida en Ámsterdam con su familia durante la Segunda Guerra Mundial. Es la primera versión cinematográfica tanto de la obra como de la historia original, y cuenta con tres miembros del elenco original de Broadway.
La película fue protagonizada por Millie Perkins como Ana, Joseph Schildkraut como Otto Frank, Shelley Winters como Petronella van Daan, Diane Baker como Margot Frank y Ed Wynn como Albert Dussel. Los interiores se rodaron en Los Ángeles en un escenario de sonido duplicado de la fábrica de Ámsterdam, y los exteriores se filmaron en el edificio real.
La película fue recibida positivamente por los críticos y actualmente tiene una calificación de 81% en Rotten Tomatoes. Ganó tres Premios Oscar en 1960, incluido el de Mejor Actriz de Reparto para Shelley Winters. Fue nominada a Mejor Película, pero perdió en la categoría ante Ben-Hur de William Wyler. Años después, Winters donó su Oscar a la Casa de Ana Frank.

## Argumento
En 1945, Otto Frank regresa a Ámsterdam después del fin de la Segunda Guerra Mundial y de haber sobrevivido al Campo de concentración de Auschwitz. Después de subir las escaleras hasta una buhardilla desierta, Miep Gies y el Sr. Kraler , oficinistas que lo protegieron a él y a su familia de los nazis, se unen a él y lo consuelan . Otto comienza a buscar el diario escrito por su hija menor, Ana . Miep se lo recupera rápidamente y él recibe consuelo al leer las palabras escritas por Ana tres años antes.
La acción se remonta a julio de 1942, y Ana comienza escribiendo sobre las restricciones impuestas a los judíos que llevaron a los francos a esconderse sobre la fábrica de especias. Compartiendo el escondite de los Frank están los Van Daan y su hijo adolescente, Peter. Kugler, que trabaja en la oficina de abajo, y Miep, su asistente, han preparado el escondite y advierten a las familias que deben guardar estricto silencio durante las horas del día mientras los trabajadores estén allí. Kraler entrega comida y una caja para Ana compilada por Otto, que contiene sus amadas fotografías de estrellas de cine y un diario en blanco.

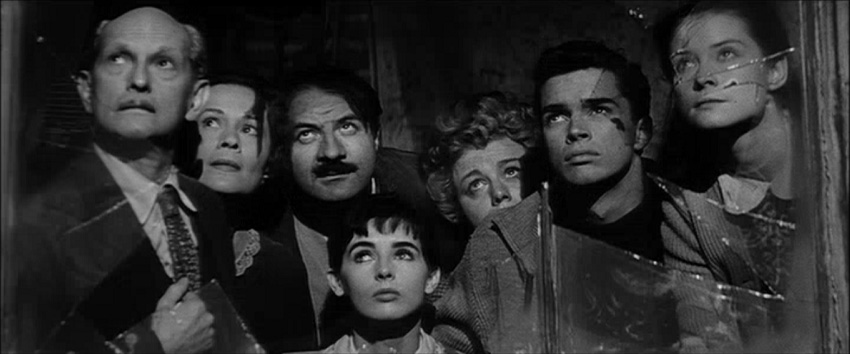
El elenco de la película en una escena.

A medida que pasan los meses, la energía incontenible de Ana se reafirma y constantemente se burla de Peter, cuyo único apego es su gato, Mouschi. Otto educa a Ana y a su hermana Margot, mientras la señora Van Daan pasa el tiempo contando buenos recuerdos de su juventud y presume el abrigo de piel que le regaló su padre. La tensión del confinamiento hace que los Van Daan discutan y enfrente a Ana con su madre, Edith. Un día, Kraler lleva una radio al ático y proporciona a las familias oídos para escuchar el mundo. Poco después, les pide que acojan a otra persona, un dentista judío llamado Albert Dussell, quien relata las terribles condiciones afuera, en las que los judíos desaparecen repentinamente y son enviados a los campos de concentración, y confirma la desaparición de muchos de sus amigos.
En julio de 1944, la invasión se había estancado y Kraler fue hospitalizado con úlceras. Al enterarse de que la policía ha encontrado la máquina de escribir robada, Ana escribe que su diario le proporciona una manera de seguir viviendo después de su muerte. Los Van Daan comienzan a pelear una vez más, y Peter declara que no puede tolerar la situación y Ana lo tranquiliza recordándole la bondad de quienes han acudido en su ayuda. Su conversación es interrumpida por las sirenas de un camión de policía que se acerca. Seguros de su inminente arresto, se besan apasionadamente. Mientras la policía uniformada alemana derriba el local y la entrada de la estantería. Finalmente, todos son descubiertos en el escondite.
En 1945, Otto les cuenta a Miep y Kraler su largo viaje a casa después de su liberación de Auschwitz. Se enteró de las muertes de Edith, Margot, los Van Daan y Dussell, y espera que Ana haya sobrevivido de alguna manera hasta que tristemente revela que conoció a una mujer que había estado en Bergen-Belsen con Ana y confirmó su muerte. Luego echa un vistazo al diario de Ana y lee: "A pesar de todo, sigo creyendo que la gente es realmente buena de corazón", y reflexiona sobre su optimismo inquebrantable.

## Reparto
- Millie Perkins como Ana Frank.

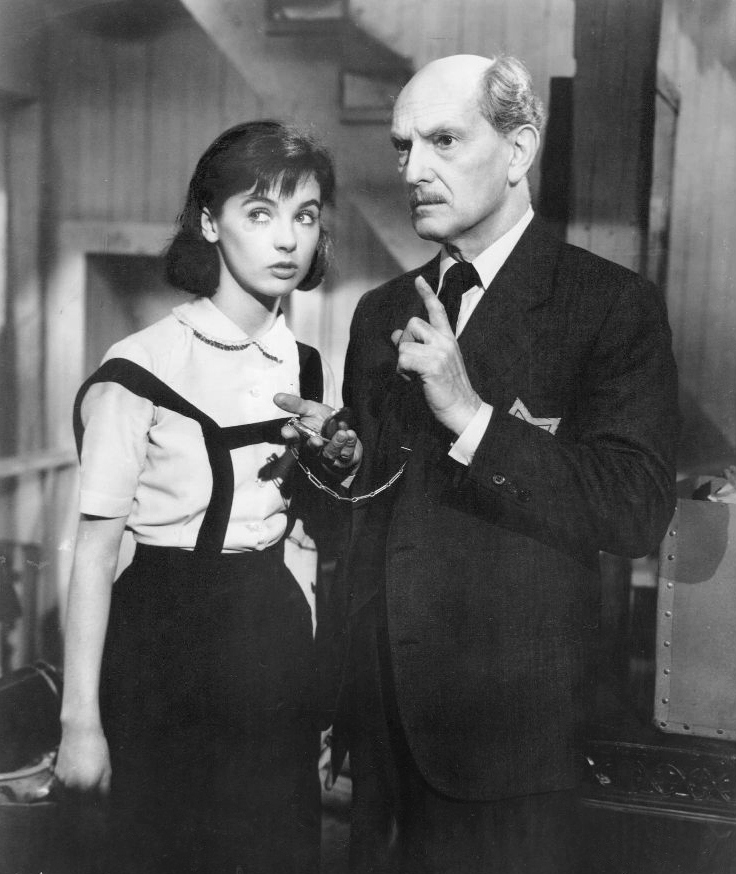
Millie Perkins (Ana) y Joseph Schildkraut (Otto) en una escena de la película (1959).

- Joseph Schildkraut como Otto Frank .
- Shelley Winters como Petronella van Daan.
- Richard Beymer como Peter van Daan.
- Gusti Huber como Edith Frank.
- Lou Jacobi como Hans van Daan.
- Diane Baker como Margot Frank.
- Douglas Spencer como Kraler.
- Dodie Heath como Miep Gies.
- Ed Wynn como el Sr. Albert Dussell.
- Orangey como el gato Mouschi

Otto Frank escribió personalmente a Audrey Hepburn preguntándole si le gustaría interpretar el papel de su hija Ana. Frank le dijo a Hepburn que habría sido un honor para su hija que una famosa actriz de Hollywood la interpretara en la película. También mencionó el notable parecido que existía entre Ana y Hepburn cuando era adolescente. Hepburn respondió rechazando la oferta, explicando que se sentía demasiado mayor, y carecía de habilidades para representar a Ana. Dijo estar muy agradecida porque le hubieran dado la oportunidad, y comentó la similitud entre su propia experiencia de guerra y la de los Frank y otros en el anexo.

## Del teatro al cine
La puesta en escena realizada por Frances Goodrich y Albert Hackett de la adaptación del exitoso Diario de Ana Frank, en la cual la película está basada, se estrenó en 1955, tuvo buenas críticas y dejó al público muy impresionado. El crítico Kenneth Tynan, que acudió al estreno en Berlín en 1956, la describió como la experiencia emocional más drástica que el teatro me ha dado nunca. No tiene mucho de artística y no es una gran obra, pero la impresión del Berlín de aquel momento de la historia, supera cualquier cosa que el arte hubiera podido lograr. Logró conmover a todo el público. Los espectadores europeos que recordaban la ocupación nazi, fueron obligados a enfrentarse a la realidad sufrida por muchos de sus paisanos: persecución, expulsión, deportación y muerte. Algunos críticos notaron que la "Ana" de la obra tenía poco parecido con la descripción que ella hacía de sí misma en su diario, pero en general el público identificó a la Ana teatral con la autora del libro y acudió en masa a ver la obra. Este éxito hizo pensar rápidamente en una adaptación al cine y el 20 de mayo de 1957 el padre de Ana, Otto Frank, (el único superviviente de su familia inmediata) firmó un contrato con 20th Century Fox en el que daba su aprobación, con lo que el rodaje empezó en primavera con un presupuesto de 3 millones de dólares.
Se pretendía que los actores de la película fueran los mismos que los de la obra de teatro, y Joseph Schildkraut y Gusti Huber repitieron sus papeles, pero Susan Strasberg, que había interpretado el papel de Ana en la obra, rechazó la oferta, y la búsqueda de una actriz para ocupar su lugar comenzó. El papel le fue ofrecido a Natalie Wood quien también lo rechazó. La primera elección de Otto Frank era la de Audrey Hepburn, la cual había nacido el mismo año que Ana Frank, había vivido la guerra durante la ocupación nazi de los Países Bajos y había leído el libro en neerlandés poco tiempo después de que fuera publicado en 1947. Esto es algo que la tenía desolada y a pesar de su entrevista personal con Otto Frank, finalmente también rechazó el papel. Pensaba que era demasiado mayor para interpretar a una adolescente y que la experiencia de revivir la guerra podía traumatizarla. Hepburn siguió siendo amiga de Otto Frank hasta su muerte en 1980, y fue presidenta de honor de la Ana Frank Educational Trust UK. Después de mucho buscar, el papel principal recayó en la modelo adolescente Millie Perkins.
George Stevens filmó los exteriores en Ámsterdam, en los alrededores de la verdadera casa donde la familia se había ocultado, pero el interior de la misma fue recreado en un estudio de Hollywood. Hubo gran cuidado de lograr que la película pareciera lo más real posible. Otto Frank y uno de los hombres que había ayudado a ocultar a la familia, Johannes Kleiman, fueron llevados como ayudantes técnicos al equipo escenográfico, para que el local pudiera ser reconstruido según sus recuerdos. Algunas escenas fueron más reales de lo esperado, una de ellas muestra a Hendrik van Hoeve, el frutero que proveía de hortalizas del mercado negro a los escondites, haciendo de sí mismo. Una escena final que mostraba a Millie Perkins como Ana en Auschwitz fue rodada, pero cortada del metraje debido a la respuesta desfavorable del público. Stevens la reemplazó por una toma más animosa del cielo, con una voz en off de Perkins.

## Estreno
La película fue estrenada por primera vez el 18 de marzo de 1959 en el Palace Theatre en Nueva York. Varias celebridades asistieron.

## Premios y candidaturas
| Año                        | Categoría                                                  | Nominado/a                                                                                        | Resultado | Ref.         |
| -------------------------- | ---------------------------------------------------------- | ------------------------------------------------------------------------------------------------- | --------- | ------------ |
| Premios Oscar              | Mejor Película                                             | George Stevens                                                                                    | Nominado  | [ 9 ] [ 10 ] |
| Premios Oscar              | Mejor Director                                             | George Stevens                                                                                    | Nominado  | [ 9 ] [ 10 ] |
| Premios Oscar              | Mejor Actor de Reparto                                     | Ed Wynn                                                                                           | Nominado  | [ 9 ] [ 10 ] |
| Premios Oscar              | Mejor Actriz                                               | Shelley Winters                                                                                   | Ganadora  | [ 9 ] [ 10 ] |
| Premios Oscar              | Mejor Dirección de Arte - Blanco y negro                   | Dirección de arte: Lyle R. Wheeler y George W. Davis; Decorado: Walter M. Scott y Stuart A. Reiss | Ganadores | [ 9 ] [ 10 ] |
| Premios Oscar              | Mejor Fotografía - Blanco y negro                          | William C. Mellor                                                                                 | Ganador   | [ 9 ] [ 10 ] |
| Premios Oscar              | Mejor Vestuario - Blanco y negro                           | Charles LeMaire y Mary Wills                                                                      | Nominados | [ 9 ] [ 10 ] |
| Premios Oscar              | Mejor Banda Sonora de una película dramática o de comedia  | Alfred Newman                                                                                     | Nominado  | [ 9 ] [ 10 ] |
| Festival de Cannes         | Palme d'Or                                                 | George Stevens                                                                                    | Nominado  | [ 11 ]       |
| Premio David di Donatello  | Plato de Oro                                               | Plato de Oro                                                                                      | Ganador   |              |
| Directors Guild of America | Logro destacado como director en películas                 | George Stevens                                                                                    | Nominado  | [ 12 ]       |
| Premios Globos de Oro      | Mejor Película - Drama                                     | Mejor Película - Drama                                                                            | Nominado  | [ 13 ]       |
| Premios Globos de Oro      | Mejor Actor – Drama                                        | Joseph Schildkraut                                                                                | Nominado  | [ 13 ]       |
| Premios Globos de Oro      | Mejor Actriz de Reparto                                    | Shelley Winters                                                                                   | Nominada  | [ 13 ]       |
| Premios Globos de Oro      | Mejor Director                                             | George Stevens                                                                                    | Nominado  | [ 13 ]       |
| Premios Globos de Oro      | Nueva estrella del año – Actriz                            | Diane Baker                                                                                       | Nominada  | [ 13 ]       |
| Premios Globos de Oro      | Mejor película que promueve el entendimiento internacional | Mejor película que promueve el entendimiento internacional                                        | Ganadora  | [ 13 ]       |
| Laurel Awards              | Mejor Actriz de Reparto                                    | Shelley Winters                                                                                   | Ganadora  |              |
| Laurel Awards              | Puntuación Máxima                                          | Alfred Newman                                                                                     | Nominado  |              |
| Festival de Cine de Moscú  | Grand Prix                                                 | George Stevens                                                                                    | Nominado  | [ 14 ]       |
| National Board of Review   | Top 10 Películas                                           | Top 10 Películas                                                                                  | 4.º lugar | [ 15 ]       |
| Writers Guild of America   | Mejor Guion escrito para una película americana            | Frances Goodrich y Albert Hackett                                                                 | Ganadores | [ 16 ]       |

- El American Film Institute incluyó a la película  en la posición Nro. 18 en la lista de AFI's 100 años... 100 inspiraciones.
- En 1975, Shelley Winters ha donado su estatuilla por la que ganó el Óscar a la Mejor Actriz de Reparto al Casa de Ana Frank en Ámsterdam. Actualmente sigue en exhibición.

## Medios
El diario de Ana Frank se hizo público por primera vez en DVD el 3 de febrero de 2004. El quinto aniversario de la película salió también en DVD y Blu-ray el 16 de junio de 2009, tres meses después de la fecha original de lanzamiento de la película en conmemoración del que podría haber sido el cumpleaños ochenta de Ana Frank. Incluía siete nuevos extras: tres entrevistas a actores de reparto, una visita entre bastidores, dos cortos documentales sobre las memorias de la guerra de George Stevens y sobre la historia del diario y una obra sobre el legado de la película realizada por Thomas Rothman.
El Blu-ray fue lanzado tan solo un mes antes de la muerte de Tony van Renterghem en el 19 de julio. Renterghem, cinematógrafo y guionista alemán, trabajó durante muchos años con Stevens y fue consultado para la obra y para la película. Mientras que su trabajo se realizaba entre bastidores, su conocimiento sin duda ayudó enormemente.